# Sportjahr 2015
Liste der Sportjahre

◄◄ | ◄ | 2011 | 2012 | 2013 | 2014 | Sportjahr 2015 | 2016 | 2017 | 2018 | 2019 | ► | ►►

Weitere Ereignisse

## American Football
- 1. Februar: Die New England Patriots gewinnen Super Bowl XLIX in Glendale, Arizona, gegen die Seattle Seahawks mit 28:24.
- 20. Juni: Die New Yorker Lions gewinnen mit 24:14 gegen die Schwäbisch Hall Unicorns den Eurobowl XXIX.
- 11. Juli: Die Swarco Raiders Tirol gewinnen den Austrian Bowl XXXI gegen Raiffeisen Vikings Vienna mit 38:0.
- 10. Oktober: Die New Yorker Lions gewinnen den German Bowl XXXVII im Friedrich-Ludwig-Jahn-Sportpark, Berlin, gegen die Schwäbisch Hall Unicorns mit 41:31.

## Automobilsport

### Formel-1-Weltmeisterschaft
Die Formel-1-Weltmeisterschaft 2015 war die 66. Saison der Formel-1-Weltmeisterschaft und umfasste 19 Grands Prix. Sie begann am 15. März im australischen Melbourne und endete am 29. November auf der Yas-Insel vor Abu Dhabi. Am 25. Oktober wurde der Brite Lewis Hamilton zum dritten Mal Fahrerweltmeister. Die Konstrukteurs-Weltmeisterschaft gewann Mercedes.

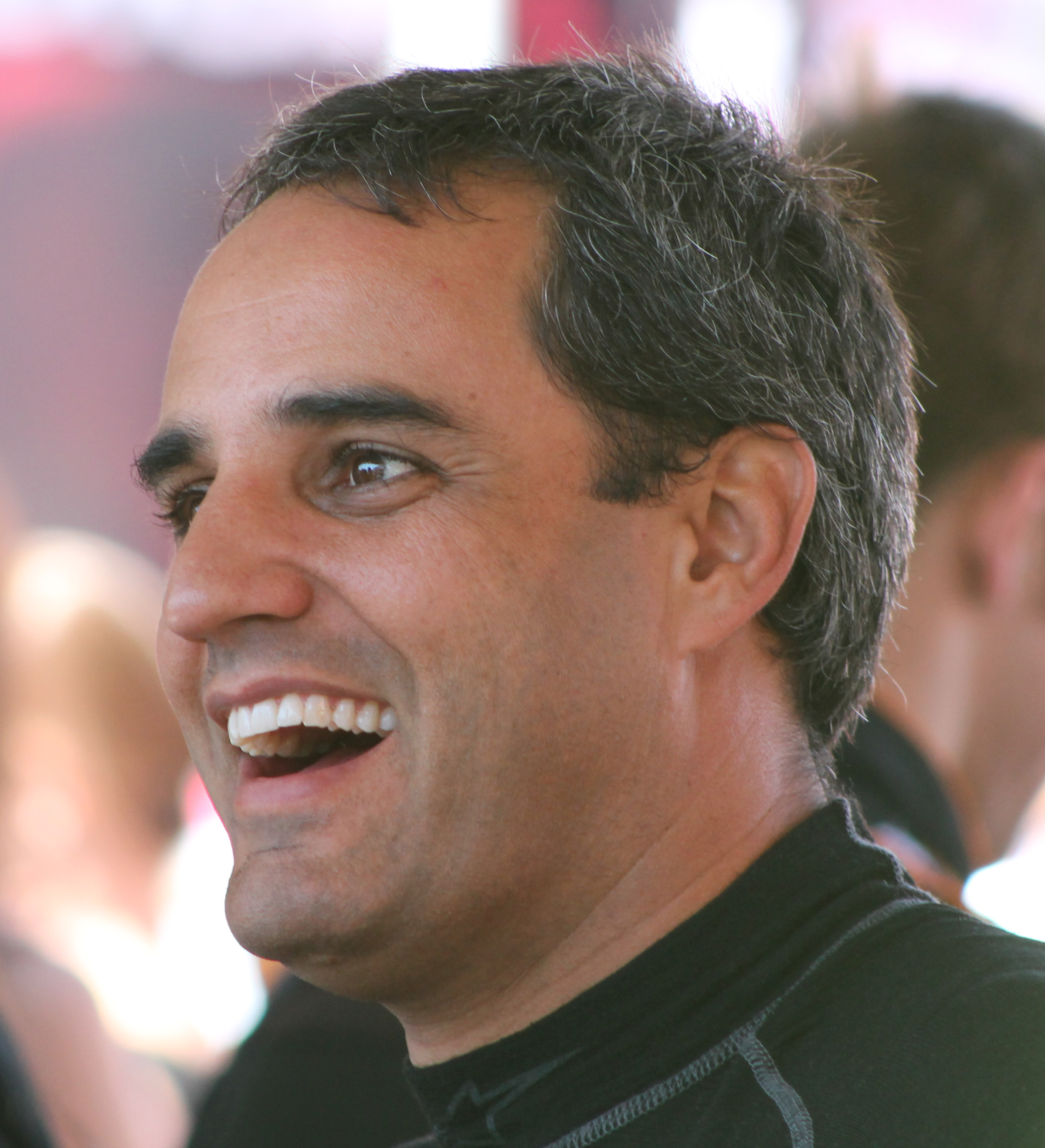
Sieger des Indianapolis 500, Juan Pablo Montoya

### Rallye-Weltmeisterschaft (WRC)
Die Rallye-Weltmeisterschaft 2015 war die 43. FIA-Rallye-Weltmeisterschaft. Sie startete am 22. Januar in Monte Carlo und endete am 15. November in Großbritannien. Den Weltmeistertitel der Hersteller sicherte sich Volkswagen und den Weltmeistertitel der Fahrer ging an das Duo Sébastien Ogier und Julien Ingrassia zum dritten Male in Folge nach 2013 und 2014.

### Langstrecken-Weltmeisterschaft (WEC)
Die Langstrecken-Weltmeisterschaft 2015 (offiziell 2015 FIA World Endurance Championship) ist die vierte Saison der FIA-Langstrecken-Weltmeisterschaft (WEC). Die Saison umfasste acht Rennen. Sie begann am 12. April in Silverstone und endet am 21. November in Bahrain. Den Fahrer-Weltmeistertitel gewannen Timo Bernhard, Brendon Hartley und Mark Webber mit Porsche (Hersteller-Weltmeister).

### 24-Stunden-Rennen von Le Mans
Das 83. 24-Stunden-Rennen von Le Mans fand am 13. und 14. Juni 2015 auf dem Circuit des 24 Heures statt. Es siegten Earl Bamber, Nick Tandy und Nico Hülkenberg mit einem Porsche 919 Hybrid.

### IndyCar Series
Die IndyCar Series 2015 war die 20. Saison der amerikanischen IndyCar Series und die 104. Saison im amerikanischen Monoposto-Sport. Sie begann am 29. März in St. Petersburg und endete am 30. August in Sonoma. Scott Dixon gewann zum vierten Mal die IndyCar Series. Juan Pablo Montoya entschied das diesjährige Indianapolis 500 für sich.

### Porsche Supercup
Der Porsche Supercup 2015 war die 23. Saison des Porsche Supercups. Sie umfasste zehn Rennen. Die Saison begann am 10. Mai in Barcelona und endete am 25. Oktober in Austin. Philipp Eng wurde zum ersten Mal Meister in dieser Serie.

### Formel-E-Meisterschaft
Die FIA-Formel-E-Meisterschaft 2014/15 war die erste Saison der FIA-Formel-E-Meisterschaft. Sie begann am 13. September 2014 in Peking und endete am 28. Juni 2015 in London. Die Saison umfasste elf Rennen. Nelson Piquet jr. (NEXTEV TCR Formula E Team) gewann die Fahrerwertung. Das Team e.dams Renault entschied die Teamwertung für sich.

## Badminton
Höhepunkte des Badmintonjahres 2015 waren die Weltmeisterschaft und der Sudirman Cup. Bedeutende Turnierserien waren die BWF Super Series und der BWF Grand Prix. Bei Multisportveranstaltungen stand Badminton bei den Afrikaspielen, den Panamerikanischen Spielen, den Südostasienspielen, den Island Games und der Universiade im Programm.

### BWF Super Series
| Veranstaltung  | Herreneinzel     | Dameneinzel       | Herrendoppel                        | Damendoppel                             | Mixed                                       |
| -------------- | ---------------- | ----------------- | ----------------------------------- | --------------------------------------- | ------------------------------------------- |
| England        | Chen Long        | Carolina Marín    | Mathias Boe Carsten Mogensen        | Bao Yixin Tang Yuanting                 | Zhang Nan Zhao Yunlei                       |
| India          | Srikanth Kidambi | Saina Nehwal      | Chai Biao Hong Wei                  | Misaki Matsutomo Ayaka Takahashi        | Liu Cheng Bao Yixin                         |
| Malaysia       | Chen Long        | Carolina Marín    | Mohammad Ahsan Hendra Setiawan      | Luo Ying Luo Yu                         | Zhang Nan Zhao Yunlei                       |
| Singapur       | Kento Momota     | Sun Yu            | Angga Pratama Ricky Karanda Suwardi | Ou Dongni Yu Xiaohan                    | Zhang Nan Zhao Yunlei                       |
| Australien     | Chen Long        | Carolina Marín    | Lee Yong-dae Yoo Yeon-seong         | Ma Jin Tang Yuanting                    | Lee Chun Hei Chau Hoi Wah                   |
| Indonesien     | Kento Momota     | Ratchanok Intanon | Ko Sung-hyun Shin Baek-cheol        | Tang Jinhua Tian Qing                   | Xu Chen Ma Jin                              |
| Japan          | Lin Dan          | Nozomi Okuhara    | Lee Yong-dae Yoo Yeon-seong         | Zhao Yunlei Zhong Qianxin               | Joachim Fischer Nielsen Christinna Pedersen |
| Korea          | Chen Long        | Sung Ji-hyun      | Lee Yong-dae Yoo Yeon-seong         | Nitya Krishinda Maheswari Greysia Polii | Zhang Nan Zhao Yunlei                       |
| Dänemark       | Chen Long        | Li Xuerui         | Lee Yong-dae Yoo Yeon-seong         | Jung Kyung-eun Shin Seung-chan          | Ko Sung-hyun Kim Ha-na                      |
| Frankreich     | Lee Chong Wei    | Carolina Marín    | Lee Yong-dae Yoo Yeon-seong         | Huang Yaqiong Tang Jinhua               | Ko Sung-hyun Kim Ha-na                      |
| China          | Lee Chong Wei    | Li Xuerui         | Kim Gi-jung Kim Sa-rang             | Tang Yuanting Yu Yang                   | Zhang Nan Zhao Yunlei                       |
| Hongkong       | Lee Chong Wei    | Carolina Marín    | Lee Yong-dae Yoo Yeon-seong         | Tian Qing Zhao Yunlei                   | Zhang Nan Zhao Yunlei                       |
| Masters Finals | Kento Momota     | Nozomi Okuhara    | Mohammad Ahsan Hendra Setiawan      | Luo Ying Luo Yu                         | Chris Adcock Gabrielle Adcock               |

## Baseball
- 19. September bis 3. Oktober: Die Heidenheim Heideköpfe gewinnen mit 3:2 Spielen gegen die Buchbinder Legionäre und somit die deutsche Meisterschaft 2015.
- 27. Oktober bis 1. November: Die Kansas City Royals gewinnen die World Series 2015 mit 4:1 Siegen gegen die New York Mets und sind dadurch Meister der MLB-Saison 2015.

## Cricket
- 14. Februar bis 29. März: Cricket World Cup 2015 in Australien und Neuseeland

## Fußball
- 9. bis 31. Januar: Fußball-Asienmeisterschaft 2015 in Australien
- 17. Januar bis 8. Februar: Fußball-Afrikameisterschaft 2015 in Äquatorialguinea
- 6. bis 22. Mai: U-17-Fußball-Europameisterschaft 2015 in Bulgarien
- 14. Mai: Der 1. FFC Frankfurt gewinnt die UEFA Women’s Champions League 2014/15.
- 27. Mai: Der FC Sevilla gewinnt die UEFA Europa League 2014/15.
- 30. Mai: Der VfL Wolfsburg gewinnt das Endspiel des DFB-Pokals 2014/15 gegen Borussia Dortmund in Berlin mit 3:1.
- 30. Mai bis 20. Juni: U-20-Fußball-Weltmeisterschaft 2015 in Neuseeland
- 6. Juni: Der FC Barcelona gewinnt das Endspiel der UEFA Champions League 2014/15 gegen Juventus Turin in Berlin mit 3:1.
- 6. Juni bis 5. Juli: Fußball-Weltmeisterschaft der Frauen 2015 in Kanada
- 11. Juni bis 5. Juli: Copa América 2015 in Chile
- 14. bis 27. Juni: Fußball-Europameisterschaft der Gehörlosen 2015 in Deutschland
- 22. Juni bis 4. Juli: U-17-Fußball-Europameisterschaft der Frauen 2015 in Island
- 6. bis 19. Juli: U-19-Fußball-Europameisterschaft 2015 in Griechenland
- 15. bis 27. Juli: U-19-Fußball-Europameisterschaft der Frauen 2015 in Israel
- 17. Oktober bis 8. November: U-17-Fußball-Weltmeisterschaft 2015 in Chile

## Leichtathletik
- 21. bis 22. Februar: Deutsche Leichtathletik-Hallenmeisterschaften 2015 in Karlsruhe
- 5. bis 8. März: Leichtathletik-Halleneuropameisterschaften 2015 in Prag
- 28. März: Crosslauf-Weltmeisterschaften 2015 in Guiyang
- 3. Mai: Zweiter Wings for Life World Run an 35 Orten auf der Erde.
- 20. bis 21.  Juni Leichtathletik-Team-Europameisterschaft 2015 in Tscheboksary
- 15. bis 19. Juli: Leichtathletik-Jugendweltmeisterschaften 2015 in Cali
- 16. bis 19. Juli: Leichtathletik-Junioreneuropameisterschaften 2015 in Eskilstuna
- 24. bis 26. Juli: Deutsche Leichtathletik-Meisterschaften 2015 in Nürnberg
- 22. bis 30. August: Leichtathletik-Weltmeisterschaften 2015 in Peking
- 13. Dezember: Crosslauf-Europameisterschaften 2015 in Hyères

## Motorradsport

### Motorrad-Weltmeisterschaft
- Motorrad-Weltmeisterschaft 2015

Zwischen dem 7. April und dem 10. November wurden insgesamt 18 Rennen ausgetragen.

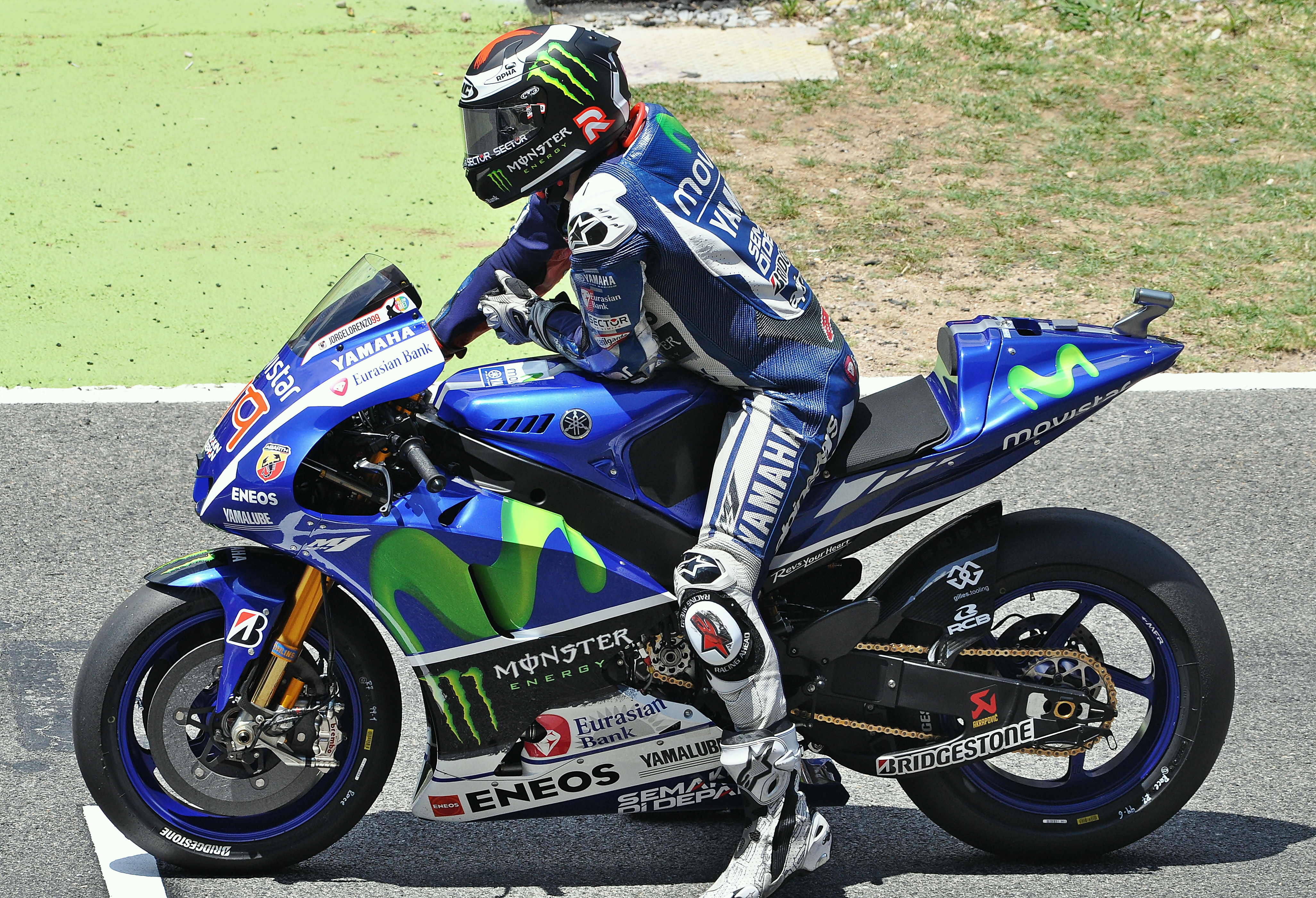
Jorge Lorenzo am Start zum Großen Preis von Katalonien 2025

#### MotoGP-Klasse (1000 cm³)
- Weltmeister in der MotoGP-Klasse (1000 cm³) wird der 28-jährige Spanier Jorge Lorenzo auf Yamaha vor dem Italiener Valentino Rossi (ebenfalls Yamaha) und dem Spanier Marc Márquez (Honda). Lorenzo gewinnt auf Yamaha YZR-M1 sieben der 18 Rennen und erringt damit seinen insgesamt sechsten WM-Titel. In der Konstrukteurswertung setzt sich Yamaha gegen Honda und Ducati durch.

#### Moto2-Klasse (600 cm³)
- In der Moto2-Klasse (600 cm³) gewinnt der 25-jährige Franzose Johann Zarco auf Kalex den Titel. Zweiter wird der Spanier Álex Rins, Dritter sein Landsmann, der Vorjahresweltmeister Esteve Rabat (beide ebenfalls Kalex). Für Zarco ist dies der erste WM-Titel seiner Karriere. In der Konstrukteurswertung siegt Kalex vor Speed Up und Tech 3. Für den deutschen Hersteller ist dies der dritte Titelgewinn in der seit 2010 ausgetragenen Kategorie.

#### Moto3-Klasse (250 cm³)

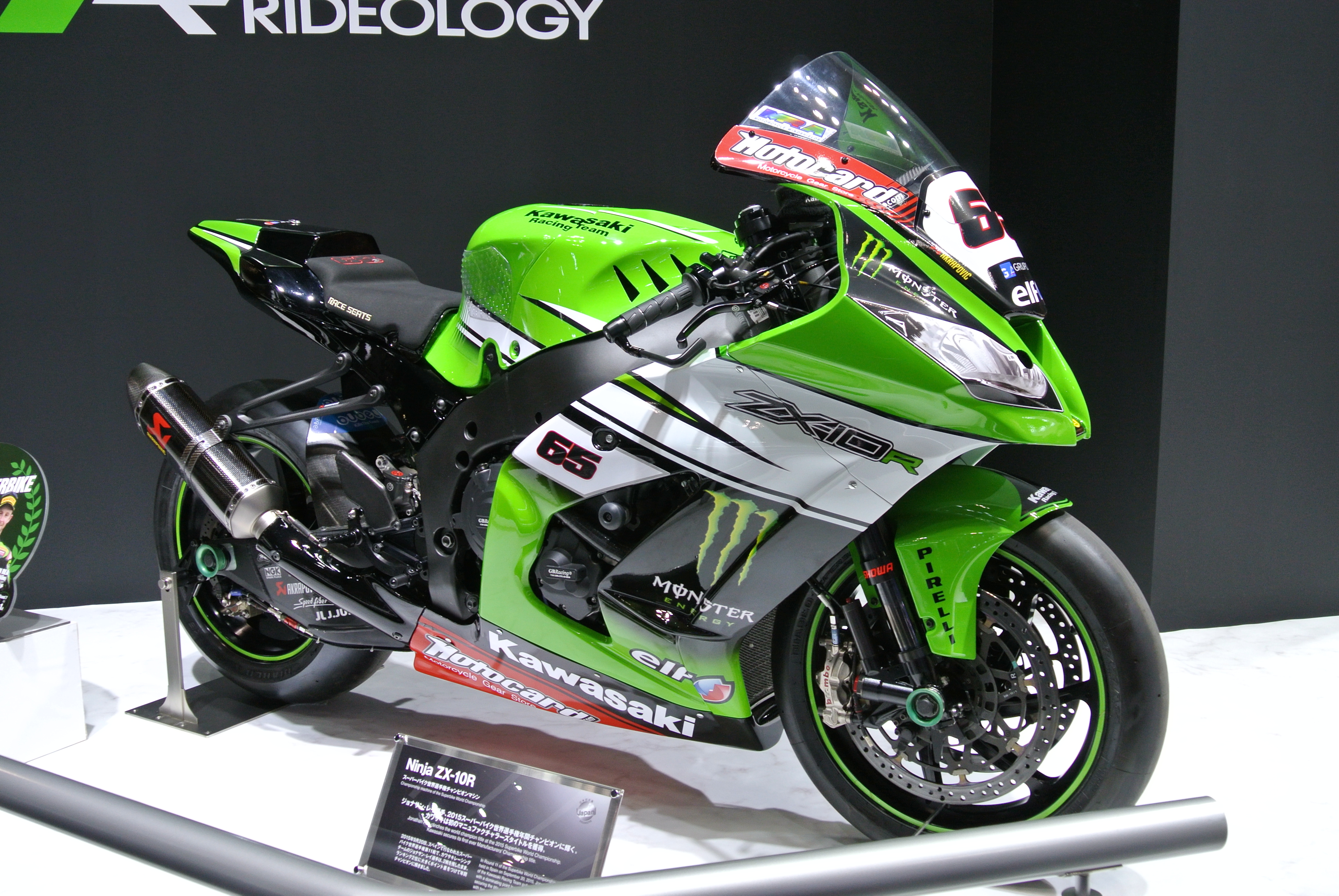
Jonathan Reas Weltmeistermaschine der Saison 2015

- Den Titel in der zum vierten Mal ausgetragenen Moto3-Klasse (250 cm³) gewinnt der 21-jährige Brite Danny Kent auf Honda vor dem Portugiesen Miguel Oliveira (KTM) und dem Italiener Enea Bastianini (ebenfalls Honda) den Titel. Für Kent ist es der erste WM-Titel seiner Karriere. In der Konstrukteurswertung setzt sich Honda vor KTM und Mahindra durch.

### Superbike-Weltmeisterschaft
- Der 28-jährige Brite Jonathan Rea gewinnt auf Kawasaki ZX-10R vor seinen Landsmännern Chaz Davies (Ducati Panigale R) und Tom Sykes (ebenfalls Kawasaki ZX-10R) die Fahrerwertung. Für Rea, der im Vorjahr WM-Dritter war, ist es der erste WM-Titel seiner Karriere. In der Konstrukteurswertung setzt sich Kawasaki gegen Ducati und Aprilia durch.

Details: Superbike-Weltmeisterschaft 2015

### Supersport-Weltmeisterschaft
- Der Türke Kenan Sofuoğlu gewinnt auf Kawasaki ZX-6R vor dem US-Amerikaner P. J. Jacobsen (Kawasaki ZX-6R bzw. Honda CBR600RR) und dem Italiener Lorenzo Zanetti (MV Agusta F3 675) die Fahrerwertung. Für den 31-Jährigen ist dies der vierte Supersport-WM-Titel seiner Karriere. In der Konstrukteurswertung setzt sich Kawasaki gegen Honda und MV Agusta durch.

Details: Supersport-Weltmeisterschaft 2015

### Internationale Deutsche Motorradmeisterschaft
- IDM-Saison 2015

### Isle of Man TT
- Bei den zwischen dem 6. und 12. Juni ausgetragenen Straßenrennen auf der Isle of Man gewinnt der 36-jährige Engländer Ian Hutchinson auf Yamaha bzw. Kawasaki beide Supersport- sowie das Superstock-Rennen. Im Lightweight-Lauf feiert Ivan Lintin auf Kawasaki seinen ersten TT-Sieg, das Superbike-Rennen gewinnt der 46-jährige Bruce Anstey aus Neuseeland auf Honda und im TT-Zero- sowie im Senior-Lauf feiert der 44 Jahre alte John McGuinness auf Mugen Shinden bzw. Honda seine TT-Siege Nummer 22 und 23.
- In der Seitenwagen-Klasse gewinnen die englischen Brüder Ben und Tom Birchall auf LCR beide Läufe.
- McGuinness stellt im Senior-Rennen auf Honda CBR 1000 RR mit 17:03,567 min und einer Durchschnittsgeschwindigkeit von 132,701 mph (213,562 km/h) einen neuen absoluten Streckenrekord für Motorräder auf. Einen neuen Rekord für Gespanne stellen Dave Molyneux / Benjamin Binns auf DMR-Suzuki mit 19:23,056 min mit 116,785 mph (187,947 km/h) auf.

## Rudern
- 31. Januar: Europameisterschaften im Ergometerrudern in Stettin, Polen
- 1. März: Weltmeisterschaften im Ergometerrudern in Boston, Vereinigte Staaten
- 29. März: Head of the River Race auf der Themse in London, Vereinigtes Königreich
- 11. April: Boat Race auf der Themse in London, Vereinigtes Königreich
- 17.–19. April: Deutsche Kleinbootmeisterschaften auf dem Beetzsee in Brandenburg an der Havel
- 8.–10. Mai: Ruder-Weltcup (1. Station) auf dem Bleder See in Bled, Slowenien
- 23./24. Mai: Europameisterschaften der Junioren auf dem Ruderkanal Račice in Račice u Štětí, Tschechien
- 29.–31. Mai: Ruder-Europameisterschaften 2015 auf dem Maltasee in Posen, Polen
- 19.–21. Juni: Ruder-Weltcup (2. Station) auf dem Lago di Varese in Varese, Italien
- 1.–5. Juli: Henley Royal Regatta auf der Themse in Henley-on-Thames, Vereinigtes Königreich
- 10.–12. Juli: Ruder-Weltcup (3. Station) auf dem Rotsee in Luzern
- 22.–26. Juli: Weltmeisterschaften der U23-Altersklasse auf dem Ruderkanal Plowdiw in Plowdiw, Bulgarien
- 5.–9. August: Weltmeisterschaften der Junioren auf der Lagoa Rodrigo de Freitas in Rio de Janeiro, Brasilien
- 30. August–6. September: Ruder-Weltmeisterschaften 2015 (mit Qualifikationswegen für die Olympischen Sommerspiele 2016) auf dem Lac d’Aiguebelette in Aiguebelette-le-Lac, Frankreich
- 9.–11. Oktober: Afrikanische Qualifikationsregatta für die Olympischen Sommerspiele 2016 auf dem See von Tunis in Tunis, Tunesien
- 10./11. Oktober: 102. Deutsche Großbootmeisterschaften und 19. Deutsche Sprintmeisterschaften im Hafenbecken am Rhein in Wiesbaden-Schierstein
- 17./18. Oktober: Head of the Charles Regatta auf dem Charles River in Boston, Vereinigte Staaten
- 13.–15. November: Weltmeisterschaften im Küstenrudern auf dem Pazifischen Ozean bei Lima, Peru
- 27.–30. November: Südamerikanische Qualifikationsregatta für die Olympischen Sommerspiele 2016 auf dem Lago Peñuelas in Valparaíso, Chile

## Pferdesport

### Distanzreiten
- 11. bis 13. September wurden die Europameisterschaften im Distanzreiten in  slowakischen Šamorín durchgeführt. In der Einzelwertung siegt der Spanier Jaume Punti Dachs.

### Dressurreiten, Springreiten, Reining, Voltigieren und Fahren
Die FEI Europameisterschaften 2015 fanden vom 11. August bis 23. August 2015 in Aachen statt. Im Rahmen des Turniers wurden die Europameister im Springreiten, Dressurreiten, Reining, Voltigieren und Fahren ermittelt.

### Vielseitigkeitsreiten
Vom 10. bis 13. September wurden im schottischen Blair Castle die 32. Europameisterschaften im Vielseitigkeitsreiten durchgeführt. Der Deutsche Michael Jung gewann auf Takinou die Goldmedaille im Einzelwettbewerb.

## Rugby Union
- 18. September bis 31. Oktober: Rugby-Union-Weltmeisterschaft 2015 in England und Wales

## Schach
- 16. März–7. April: Die K.-o.-Schachweltmeisterschaft der Frauen in Sotschi gewann Marija Musytschuk.

## Tennis

### Grand-Slam-Turniere
- 19. Januar bis 1. Februar: Australian Open
- 24. Mai bis 7. Juni: French Open
- 29. Juni bis 12. Juli: Wimbledon
- 31. August bis 13. September: US Open

### World Tour Finals

#### ATP World Tour Finals
2. bis 8. November: ATP World Tour Finals

#### WTA Tour Championships
20. bis 25. Oktober: WTA Championships

### Hopman-Cup
4. bis 10. Januar in Perth

## Gestorben

### Januar
- 02. Januar: Derek Minter, britischer Motorradrennfahrer (* 1932)
- 07. Januar: Jethro Pugh, US-amerikanischer American-Football-Spieler und Unternehmer (* 1944)
- 10. Januar: Junior Malanda, belgischer Fußballspieler (* 1994)
- 11. Januar: Jenő Buzánszky, ungarischer Fußballspieler (* 1925)
- 13. Januar: Franz Orgler, deutscher Leichtathlet (* 1914)
- 17. Januar: Norbert Dedeckere, belgischer Radrennfahrer (* 1948)
- 29. Januar: Fernando Alloni, italienischer Eisschnellläufer (* 1925)

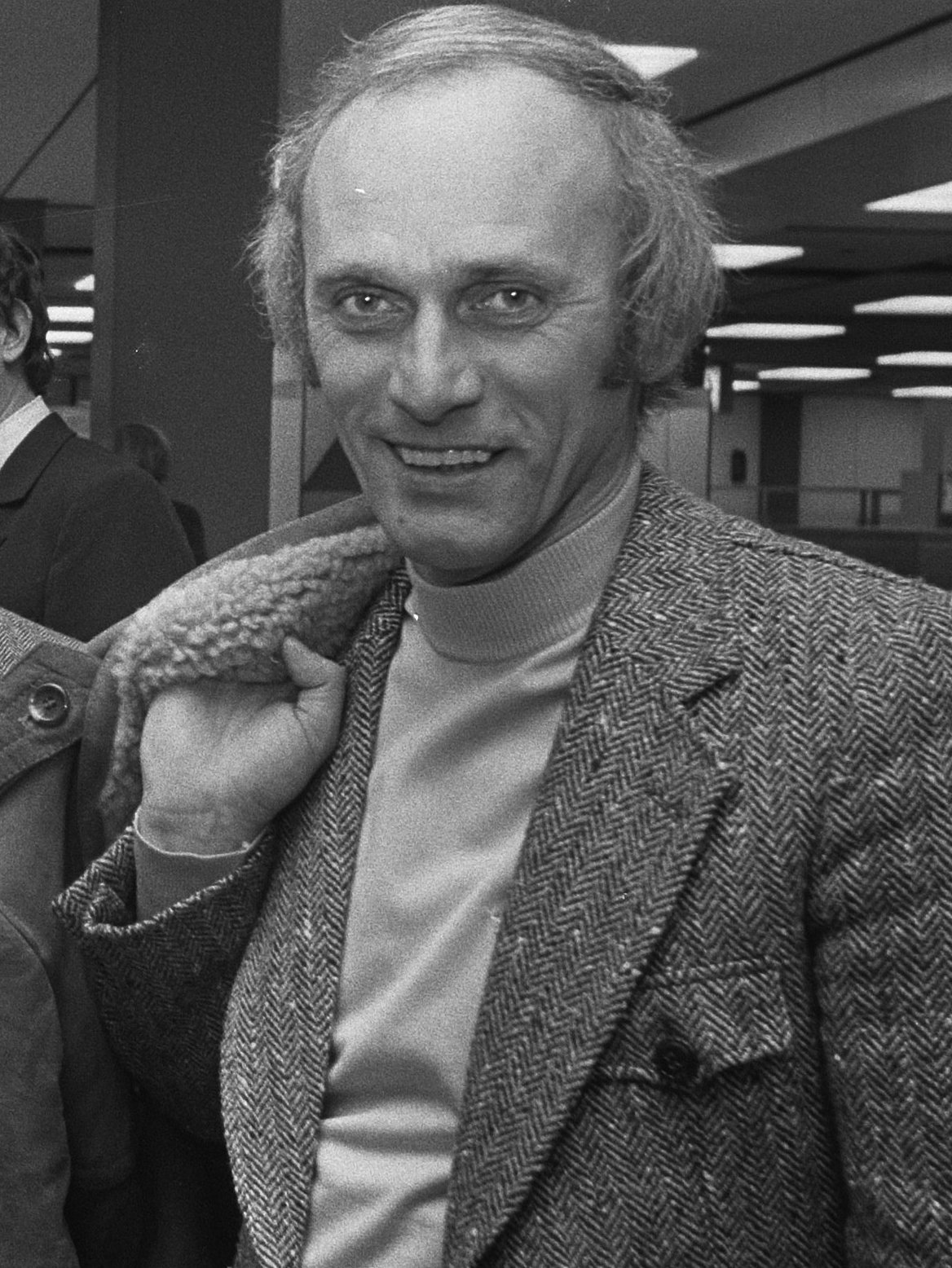
Udo Lattek (1935–2015)

- 31. Januar: Udo Lattek, deutscher Fußballspieler und -trainer (* 1935)

### Februar
- 16. Februar: Alexander Melentjew, sowjetischer Sportschütze und Olympiasieger (* 1954)
- 16. Februar: Olga Törös, ungarische Geräteturnerin (* 1914)
- 28. Februar: Hans-Joachim Scheel, deutscher Motorradrennfahrer und Arzt (* 1933)

### März
- 01. März: Christian Welp, deutscher Basketballspieler (* 1964)
- 01. März: Wolfram Wuttke, deutscher Fußballspieler (* 1961)
- 04. März: Karl-Alfred Jacobsson, schwedischer Fußballspieler (* 1926)
- 05. März: Evelyn Furtsch, US-amerikanische Leichtathletin (* 1914)
- 08. März: Henri-André Laperrière, kanadischer Eishockeyspieler (* 1925)
- 09. März: Dick Irish, US-amerikanischer Automobilrennfahrer (* 1930)
- 09. März: Camille Muffat, französische Schwimmerin (* 1989)
- 13. März: Jean-Louis Capette, französischer Automobilrennfahrer (* 1946)
- 21. März: Chuck Bednarik, US-amerikanischer American-Football-Spieler (* 1925)
- 22. März: Horst Buhtz, deutscher Fußballspieler und -trainer (* 1923)
- 28. März: Marie Laurent, französische Automobilrennfahrerin (* 1944)
- 30. März: Doug Widtfeldt, US-amerikanischer Basketballspieler (* 1957)

### April
- 16. April: Heino Kleiminger, deutscher Fußballspieler (* 1939)
- 18. April: Erwin Waldner, deutscher Fußballspieler (* 1933)
- 20. April: Bob St. Clair, US-amerikanischer American-Football-Spieler (* 1931)
- 20. April: Werner Zimmer, deutscher Sportjournalist und -moderator (* 1936)

### Mai
- 01. Mai: Geoff Duke, britischer Motorradrennfahrer (* 1923)
- 08. Mai: Mwepu Ilunga, zairischer Fußballspieler und -trainer (* 1949)
- 15. Mai: Harald Eriksson, schwedischer Skilangläufer (* 1921)
- 22. Mai: Marques Haynes, US-amerikanischer Basketballer (* 1926)
- 27. Mai: John Siegal, US-amerikanischer American-Football-Spieler (* 1918)
- 29. Mai: Martha Bachem, deutsch-österreichische Eiskunstläuferin (* 1924)
- 29. Mai: Doris Hart, US-amerikanische Tennisspielerin (* 1925)
- 29. Mai: Bruno Pesaola, argentinisch-italienischer Fußballspieler und -trainer (* 1925)
- 29. Mai: Enrico Sonnenberg, deutscher Motorradrennfahrer (* 1979)
- 30. Mai: Iwan Kotschergin, sowjetisch-russischer Ringer (* 1935)

### Juni
- 06. Juni: Sergei Scharikow, russischer Säbelfechter, zweifacher Olympiasieger und dreifacher Weltmeister (* 1974)

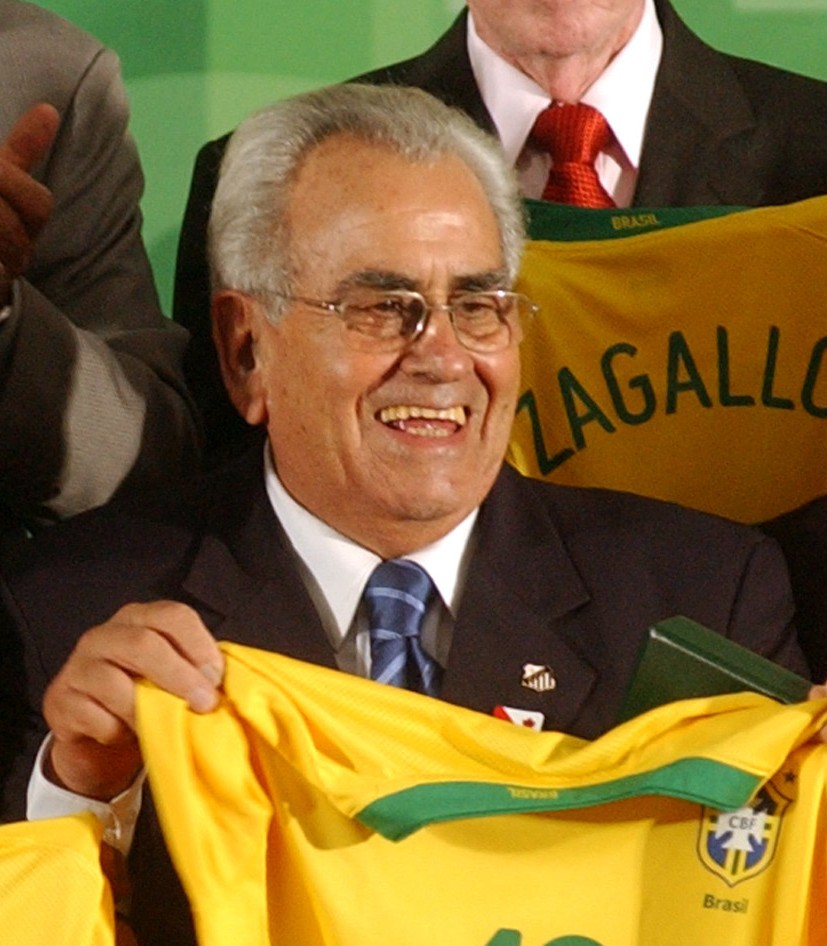
Zito (1932–2015)

- 14. Juni: Zito, brasilianischer Fußballspieler (* 1932)
- 17. Juni: Ron Clarke, australischer Leichtathlet (* 1937)
- 22. Juni: Dick Stanfel, US-amerikanischer American-Football-Spieler (* 1927)
- 27. Juni: Boris Schilkow, sowjetisch-russischer Eisschnellläufer und Olympiasieger (* 1927)
- 29. Juni: Josef Masopust, tschechoslowakischer Fußballspieler und -trainer (* 1931)

### Juli
- 02. Juli: Charlie Sanders, US-amerikanischer American-Football-Spieler (* 1946)
- 06. Juli: Anne Iversen, dänische Leichtathletin (* 1923)
- 07. Juli: John Greenwood, US-amerikanischer Automobilrennfahrer (* 1945)
- 08. Juli: Ken Stabler, US-amerikanischer American-Football-Spieler (* 1945)
- 16. Juli: Alcides Ghiggia, uruguayisch-italienischer Fußballspieler und Weltmeister 1950 (* 1926)
- 17. Juli: Jules Bianchi, französischer Automobilrennfahrer (* 1989)
- 30. Juli: Denis Feron, belgischer Skirennläufer (* 1928)
- 30. Juli: Alena Vrzáňová, tschechoslowakischer Eiskunstläuferin (* 1931)

### August
- 09. August: Frank Gifford, US-amerikanischer American-Football-Spieler (* 1930)
- 11. August: Harald Nielsen, dänischer Fußballspieler (* 1941)
- 19. August: Fernand Grosjean, Schweizer Skirennfahrer (* 1924)
- 24. August: Justin Wilson, britischer Automobilrennfahrer (* 1978)

### September
- 02. September: Dick Guldstrand, US-amerikanischer Autorennfahrer (* 1927)

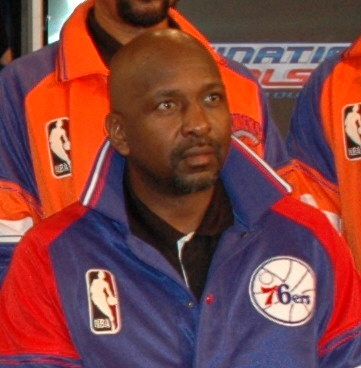
Moses Malone (1955–2015)

- 13. September: Moses Malone, US-amerikanischer Basketballspieler (* 1955)
- 17. September: Dettmar Cramer, deutscher Fußballspieler und -trainer (* 1925)
- 19. September: Todd Ewen, kanadischer Eishockeyspieler (* 1966)
- 22. September: Yogi Berra, US-amerikanischer Baseballspieler und -manager (* 1925)

### Oktober
- 05. Oktober: Gina Regland-Sigstad, norwegische Skilangläuferin (* 1927)
- 07. Oktober: Harry Gallatin, US-amerikanischer Basketballer (* 1927)
- 08. Oktober: Robert Siegfried Dieter Athenstedt, deutscher Fechter und Fechttrainer (* 1922)
- 09. Oktober: Erol Kaynak, türkischer Fußballspieler und -trainer (* 1934)
- 12. Oktober: Sophie Nogler, österreichische Skirennläuferin (* 1924)
- 17. Oktober: Howard Kendall, britischer Fußballspieler und -trainer (* 1946)
- 23. Oktober: Jim Roberts, kanadischer Eishockeyspieler und -trainer (* 1940)
- 30. Oktober: Mel Daniels, US-amerikanischer Basketballer (* 1944)

### November
- 04. November: Hildegard Nissen, dänische Leichtathletin (* 1921)
- 15. November: Guo Jie, chinesischer Leichtathlet (* 1912)
- 18. November: Jonah Lomu, neuseeländischer Rugby-Union-Spieler (* 1975)
- 19. November: Mal Whitfield, US-amerikanischer Leichtathlet (* 1924)
- 22. November: Alfred Prucker, italienischer Skisportler (* 1926)
- 22. November: Ingeborg Sjöqvist, schwedische Schwimmerin (* 1912)
- 23. November: Willie Royster, US-amerikanischer Baseballspieler (* 1954)
- 26. November: Jytte Hansen, dänische Schwimmerin (* 1932)

### Dezember
- 03. Dezember: Willi Vordenbäumen, deutscher Fußballspieler (* 1928)
- 09. Dezember: Igino Rizzi, italienischer Skispringer (* 1924)
- 10. Dezember: Dolph Schayes, US-amerikanischer Basketballspieler und -trainer (* 1928)
- 12. Dezember: Kenneth Johnson, britischer Langstrecken-, Cross- und Hindernisläufer (* 1928)
- 16. Dezember: Gabre Gabric, italienische Leichtathletin (* 1914 od. 1917)
- 24. Dezember: Carl-Erik Ohlson, schwedischer Segler (* 1920)
- 27. Dezember: Stein Eriksen, norwegischer Skirennläufer (* 1927)
- 30. Dezember: Douglas Leon Atkins, US-amerikanischer American-Football-Spieler (* 1930)
- 000Dezember: Steve Gohouri, ivorisch-französischer Fußballspieler (* 1981)